# Stelling van Poncelet-Steiner

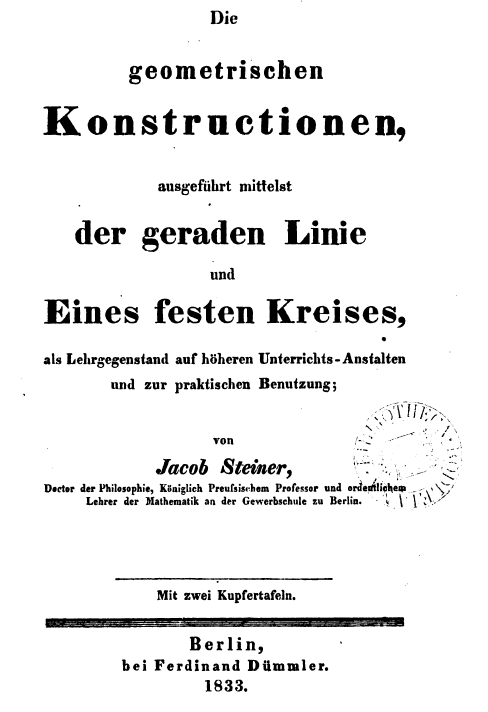
Voorblad - Die Geometrischen Konstructionen

De stelling van Poncelet-Steiner is een stelling in de euclidische meetkunde. De stelling houdt in dat iedere constructie met passer en (ongemerkte) liniaal óók alleen met een (ongemerkte) liniaal kan worden uitgevoerd mits één vaste cirkel met middelpunt in het vlak van tekening gegeven is (in ligging en grootte).
De stelling werd in 1822 door Jean-Victor Poncelet (1788–1867) geformuleerd en in 1833 door Jakob Steiner (1796–1863) bewezen.
Opmerking. In 1904 bewees Francesco Severi (1879–1961) dat een cirkelboog en het middelpunt van de daarbij behorende “dragende” cirkel van die boog voldoende zijn.

## Voorbeeld

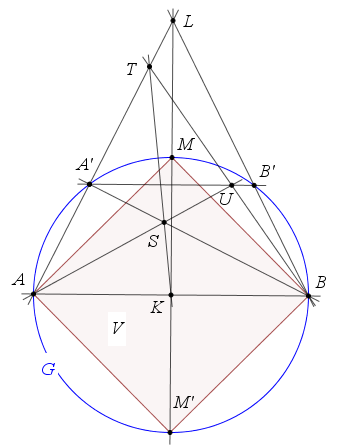
Constructie vierkant (liniaalmeetkunde)

Gegeven zijn een cirkel G met middelpunt K. Te construeren: een vierkant, alleen met ongemerkte liniaal.

De constructiestappen zijn beschreven met functies van een dynamisch meetkundeprogramma.
| - ↓ A = PuntOp(G) - ↓ B = Snijpunt(AK, G) - ↓ A' = PuntOp(G) - ↓ T = PuntOp(AA') - ↓ S = Snijpunt(A'B, KT) - ↓ U = Snijpunt(AS, BT) - ↓ B' = Snijpunt(AU, G) - Nu is A'B' // AB. ↑ | - ↓ L = Snijpunt(AT, BB') - ↓ M, M' = Snijpunten(KL, G) - ↓ V = Veelhoek(AM'BMA) - V is een vierkant. |